# Mistrzostwa Europy U-17 w Piłce Nożnej 2024 (eliminacje)/Runda Kwalifikacyjna Grupa 11
W Grupie 11 eliminacji do Mistrzostw Europy U-17 2024 brały udział następujące zespoły:
- Grecja U-17
- Irlandia Północna U-17
- San Marino U-17
- Włochy U-17

## Stadiony
Na podstawie:
| Cervia                | Mapa miast-gospodarzy               | Santarcangelo di Romagna | Forlì                 |
| --------------------- | ----------------------------------- | ------------------------ | --------------------- |
| Stadio Germano Todoli | CerviaSantarcangelo di RomagnaForlì | Stadio Valentino Mazzola | Stadio Tullo Morgagni |
| Pojemność: 3 000      | CerviaSantarcangelo di RomagnaForlì | Pojemność: 2 064         | Pojemność: 3 466      |
|                       | CerviaSantarcangelo di RomagnaForlì |                          |                       |

## Tabela
| Reprezentacja          | M | W | R | P | Br+ | Br- | +/- | Pkt. |
| ---------------------- | - | - | - | - | --- | --- | --- | ---- |
| Grecja U-17            | 3 | 3 | 0 | 0 | 6   | 1   | +5  | 9    |
| Włochy U-17            | 3 | 1 | 1 | 1 | 5   | 2   | +3  | 4    |
| Irlandia Północna U-17 | 3 | 1 | 1 | 1 | 4   | 2   | +2  | 4    |
| San Marino U-17        | 3 | 0 | 0 | 3 | 0   | 10  | -10 | 0    |

## Wyniki
| 25 października 2023 12:00 CET | Irlandia Północna U-17 | 0:2(0:0)Raport | Grecja U-17 · 51' Sulanjaku · 67' Mythou | Stadio Germano Todoli, Cervia Sędzia: Bulat Sariyev |
|                                |                        |                |                                          |                                                     |

| 25 października 2023 15:00 CET | Włochy U-17 · Mosconi 8' · Coletta 49' · Camarda 50' · Verde 90+4' | 4:0(1:0)Raport | San Marino U-17 | Stadio Valentino Mazzola, Santarcangelo di Romagna Sędzia: Ivo Torres |
|                                |                                                                    |                |                 |                                                                       |

| 28 października 2023 12:00 CET | Grecja U-17 · Dunga 38' · Karargyris 45+3' | 2:0(2:0)Raport | San Marino U-17 | Stadio Germano Todoli, Cervia Sędzia: Bulat Sariyev |
|                                |                                            |                |                 |                                                     |

| 28 października 2023 15:00 CET | Włochy U-17 | 0:0(0:0)Raport | Irlandia Północna U-17 | Stadio Valentino Mazzola, Santarcangelo di Romagna Sędzia: Elchin Masiyev |
|                                |             |                |                        |                                                                           |

| 31 października 2023 15:00 CET | Grecja U-17 · Darviras 13' (k) · Kostoulas 45' (k) | 2:1(2:1)Raport | Włochy U-17 · 42' Maiorana | Stadio Tullo Morgagni, Forlì Sędzia: Elchin Masiyev |
|                                |                                                    |                |                            |                                                     |

| 31 października 2023 15:00 CET | San Marino U-17 | 0:4(0:2)Raport | Irlandia Północna U-17 · 14' Brannigan · 30' Burnside · 47' Haughey · 76' Graham | Stadio Valentino Mazzola, Santarcangelo di Romagna Sędzia: Ivo Torres |
|                                |                 |                |                                                                                  |                                                                       |

## Strzelcy

### 1 gol
- Christos Darviras
- Bedri Dunga
- Zois Karargyris
- Charalampos Kostoulas
- Anestis Mythou
- Stelio Sulanjaku
- Cole Brannigan
- Callum Burnside
- Briaden Graham
- Conor Haughey
- Francesco Camarda
- Federico Coletta
- Stefano Maiorana
- Mattia Mosconi
- Alessandro Verde